# 사케 밤

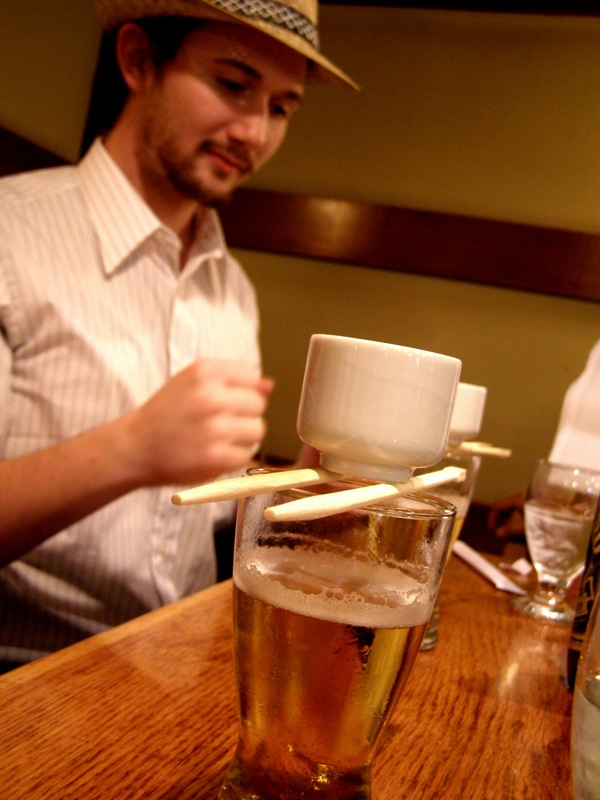

사케 밤(sake bomb), 사케 봄버(sake bomber)는 술 잔에 사케를 붓고 맥주잔에 떨어뜨려 만드는 맥주 칵테일이다.

## 준비
맥주잔 위에 젓가락 2개를 나란히 놓고 그 위에 샷잔을 놓는다. 술꾼은 주먹으로 탁자를 내리쳐서 사케를 맥주 속으로 떨어뜨린다. 즉시 마셔야한다. 술꾼은 일본어로 3까지 셀 수 있다. "이치...니...산...사케 밤!"(하나 둘 셋 사케 밤) 아니면 단순히 "간빠이!"(건배)라고 외칠 수도 있다. 사케 밤 성가는 술을 마시기 전에 말할 수도 있다. 이 성가는 음료를 마시기 전에 한 사람은 "사케"라고 말하고 다른 사람은 "밤"이라고 말한다. 보통 차가운 사케와 함께 마무리한다.
사케 폭탄의 다른 종류로 따뜻한 사케 한 잔을 차가운 레드불 에너지 드링크에 "밤"(bomb)을 투하하는 것이 있다.

## 같이 보기
- 다마고자케